# Île Visokoi
L’Île Visokoi est une île volcanique inhabitée des îles Sandwich du Sud. Elle fut découverte en 1819 par une expédition russe sous les ordres de Fabian Gottlieb von Bellingshausen, qui l’a nommée ainsi en raison de sa hauteur apparente (visokoi signifie « haut » en russe).
L’île est longue de 7,2 km et large de 4,8 km, surmonté par le Mont Hodson, un volcan haut de 915 m. Le mont se nomme ainsi d’après Sir Arnold Weinholt Hodson, un gouverneur des Îles Malouines.

## Voir aussi

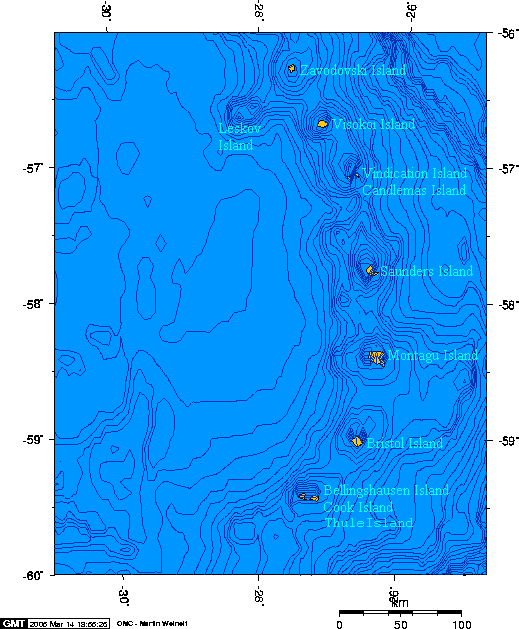
Les îles Sandwich du Sud.